# Trigana Air Service Flight 267

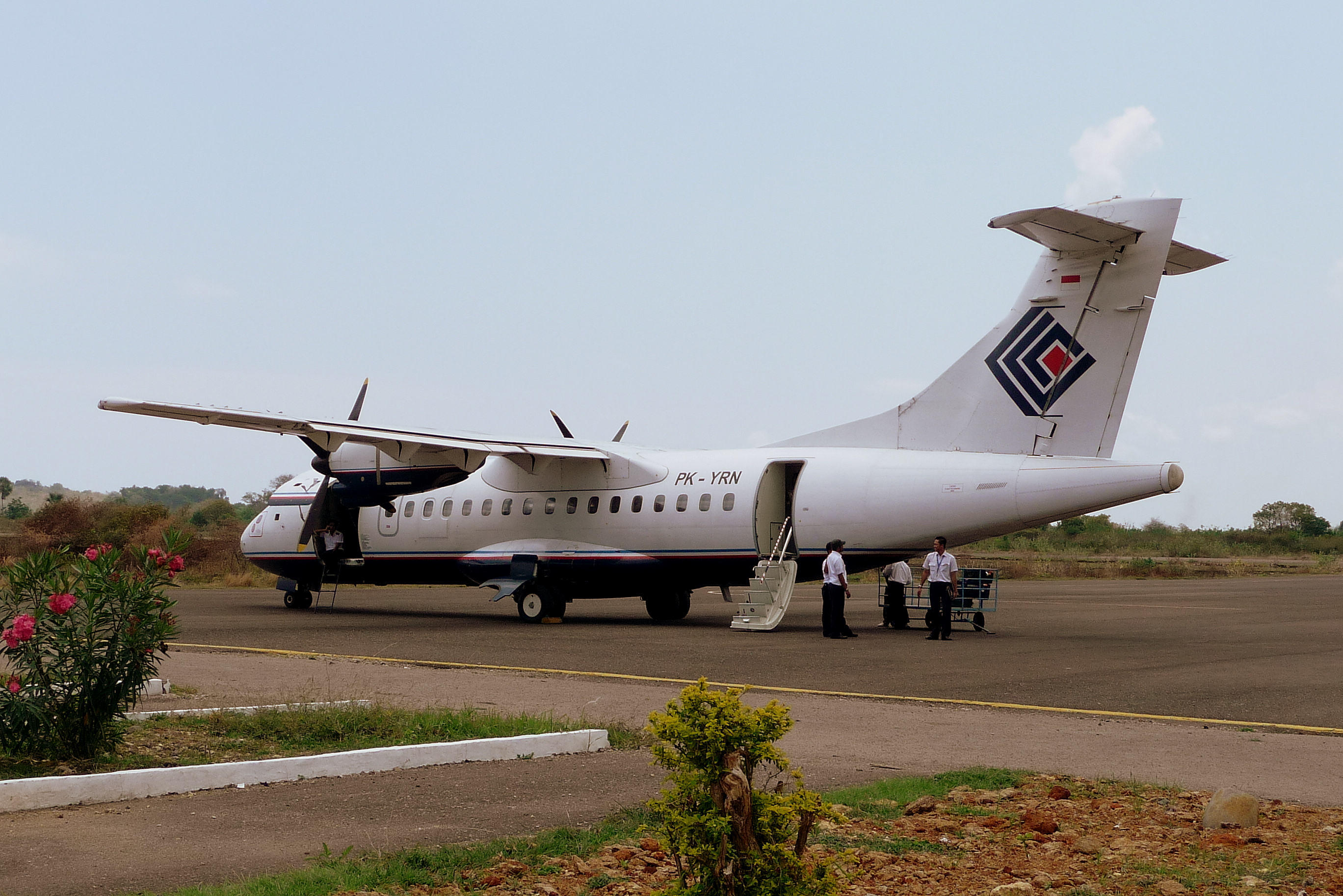
Trigana Air Service Flight 267.

Trigana Air Service Flight 267 (IL267/TGN267) var en 45 minuters flygning av indonesiska inrikes flyget Trigana Air Service från Santani flygplatsen till Oksibil i östra indonesiska provinsen Papua. Den 16 augusti 2015 havererade flygplanet cirka 30 minuter efter start, vid havereriet omkom samtliga 49 passagerare och 5 besättningsmän. 